# Iliá Ilín
Iliá Aleksándrovich Ilín (en kazajo: Илья Александрович Ильин; Kyzylorda, URSS, 24 de mayo de 1988) es un deportista kazajo que compitió en halterofilia.
Participó en dos Juegos Olímpicos de Verano, Pekín 2008 y Londres 2012, obteniendo en ambas ediciones la medalla de oro en la categoría de 94 kg. Medallas que perdió posteriormente por dopaje.
Ganó cuatro medallas de oro en el Campeonato Mundial de Halterofilia entre los años 2005 y 2014.

## Palmarés internacional
| Juegos Olímpicos   | Juegos Olímpicos                | Juegos Olímpicos | Juegos Olímpicos |
| Año                | Lugar                           | Medalla          | Categoría        |
| ------------------ | ------------------------------- | ---------------- | ---------------- |
| 2008               | Pekín (China)                   | DSC              | 94 kg            |
| 2012               | Londres (Reino Unido)           | DSC              | 94 kg            |
| Campeonato Mundial |                                 |                  |                  |
| Año                | Lugar                           | Medalla          | Categoría        |
| 2005               | Doha (Catar)                    | Medalla de oro   | 85 kg            |
| 2006               | Santo Domingo (Rep. Dominicana) | Medalla de oro   | 94 kg            |
| 2011               | París (Francia)                 | Medalla de oro   | 94 kg            |
| 2014               | Almaty (Kazajistán)             | Medalla de oro   | 105 kg           |